# Cylisticus anophthalmus
Cylisticus anophthalmus is een pissebed uit de familie Cylisticidae. De wetenschappelijke naam van de soort is voor het eerst geldig gepubliceerd in 1897 door Silvestri.